# تاتار (جبراییل)
تاتار (به لاتین: Tatar) یک منطقه مسکونی در جمهوری آرتساخ است که در استان هادروت واقع شده است.